# Crescent Scarp
Das Crescent Scarp (englisch für Sichelsteilhang) ist ein markantes, nach Norden ausgerichtetes und 1400 m hohes Kliff aus Fels und Eis im Norden des Palmerlands auf der Antarktischen Halbinsel. Es ragt auf der Südseite des Fleming-Gletschers auf. Sein östliches Ende wird gebildet durch das Page Bluff.
Teilnehmer der British Graham Land Expedition (1934–1937) unter der Leitung des australischen Polarforschers John Rymill nahmen eine grobe Vermessung der Formation vor. Luftaufnahmen entstanden 1940 bei der United States Antarctic Service Expedition (1939–1941) und 1947 bei der US-amerikanischen Ronne Antarctic Research Expedition (1947–1948). Der Falkland Islands Dependencies Survey nahm 1958 eine neuerliche Vermessung vor und gab dem Kliff seinen an seine Form angelehnten deskriptiven Namen.